# 大食と快楽の寓意
『大食と快楽の寓意』（たいしょくとかいらくのぐうい、蘭: Allegorie op de gulzigheid、英: Allegory of Gluttony and Lust）、または『不摂生の寓意』（ふせっせいのぐうい、英: An Allegory of Intemperance）は、初期ネーデルラント絵画の巨匠ヒエロニムス・ボスが1490–1500年ごろに板上に油彩で制作した絵画である。この作品はいくつかに分断された三連祭壇画の一部で、左翼パネルの下部3分の1に当たるものである。上部3分の2に当たる部分は『愚者の船』として知られる作品で、現在、パリのルーヴル美術館に所蔵されている。本作は、ニューヘヴンのエール大学付属美術館に所蔵されている。

## 祭壇画

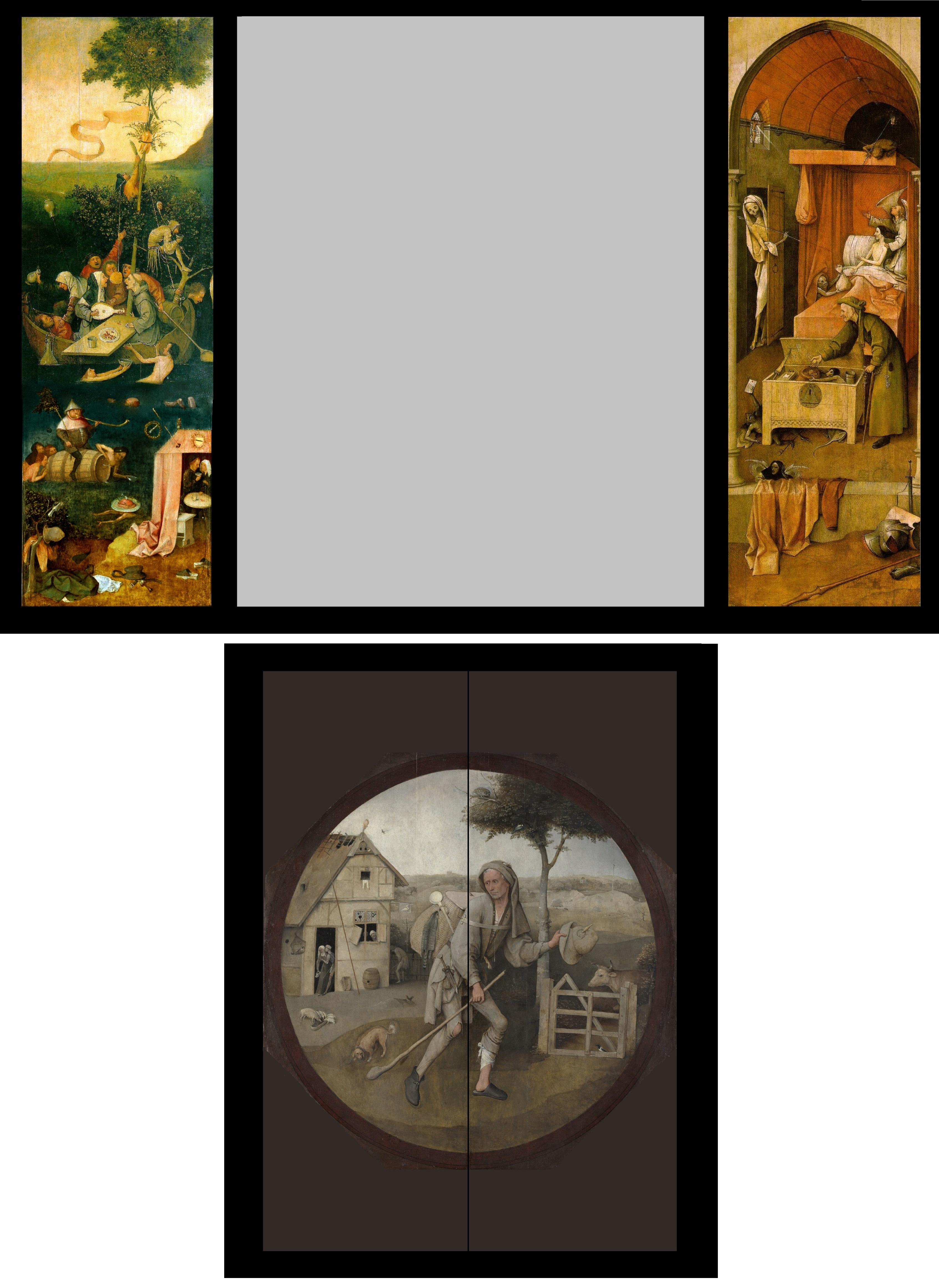
本来の三連祭壇画の左右両翼パネルの再構築。左側パネルの上部は『愚者の船』で、下部は『大食と快楽の寓意』。右側パネルは『守銭奴の死』。下は『放蕩息子』で、三連祭壇画の失われた中央パネルの外側パネルであったと思われる。

本作は、『愚者の船』 (ルーヴル美術館)、『守銭奴の死』(ワシントン・ナショナル・ギャラリー) 、『放浪者』(ボイマンス・ヴァン・ベーニンゲン美術館、ロッテルダム) とともに三連祭壇画を構成していた。事実、本作、『愚者の船』、『守銭奴の死』、『放浪者』は、同じ木から採られた板に描かれていることが明らかになっている。これらの作品はまた、左上から右下へと描き込まれた平行な線 (ハッチング線) においても共通している。おそらく左利きの画家ボスによる同じ線だと考えられる。
三連祭壇画の左翼パネルであった『愚者の船』および『大食と快楽の寓意』と、右翼パネルであった『守銭奴の死』は、放蕩と吝嗇の両極端を表していたのであろう。左翼パネルが『愚者の船』と『大食と快楽の寓意』に分断されているのに対し、右翼パネルであった『守銭奴の死』はほぼ原形をとどめている。

## 作品
本作の主題は『愚者の船』同様、大食と好色に対する風刺である。水面に浮かぶ酒樽にまたがり、木の枝を持ち、ラッパを吹く肥満した男が大食を端的に表している。この酒樽の男を、ピーテル・ブリューゲルは『謝肉祭と四旬節の喧嘩』 (美術史美術館、ウィーン) で用いている。ミートパイを頭にのせて泳ぐ男は、なにがなんでもミートパイを手放さないつもりのようである。
一方、好色を表すモティーフは、テントの中で酒を酌み交わす男女である。「豊穣の神バッコスと農耕の女神ケレスが立ち去ると、愛の神ウェヌスは凍えてしまう」という古代ローマ時代の作家テレンティウスの警句は、中世でもよく知られていた。そして、説教者は聴衆に向かって、その意味するところとして「大食と飲酒は淫欲をかきたてる」と倦むことなく説いたのである。なお、酒を酌み交わす男女は、ボスの『七つの大罪と四終』 (プラド美術館) 中の好色にも見られる光景である。

### 関連作品

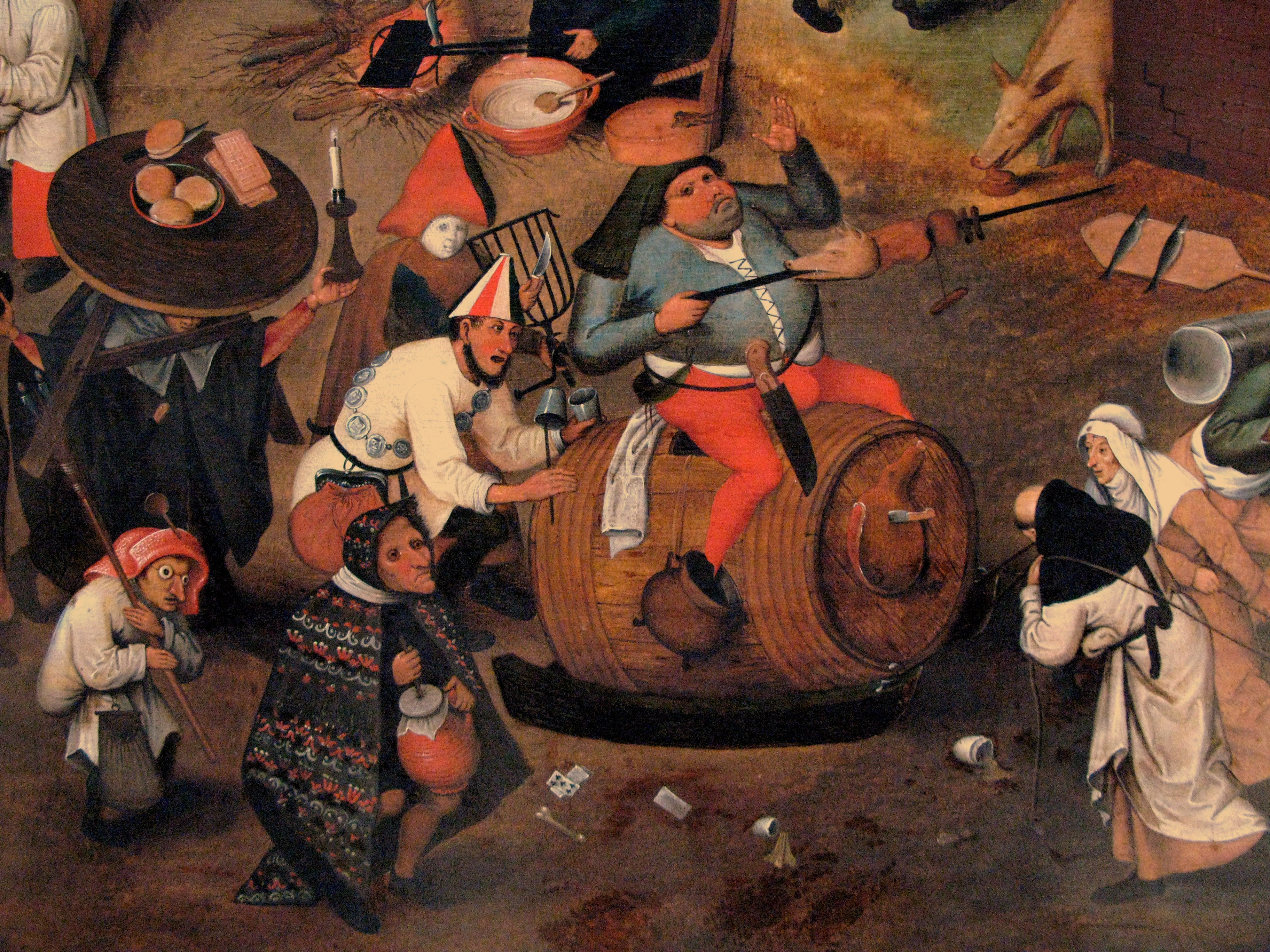
ピーテル・ブリューゲル『謝肉祭と四旬節の喧嘩』中の酒樽にまたがる男
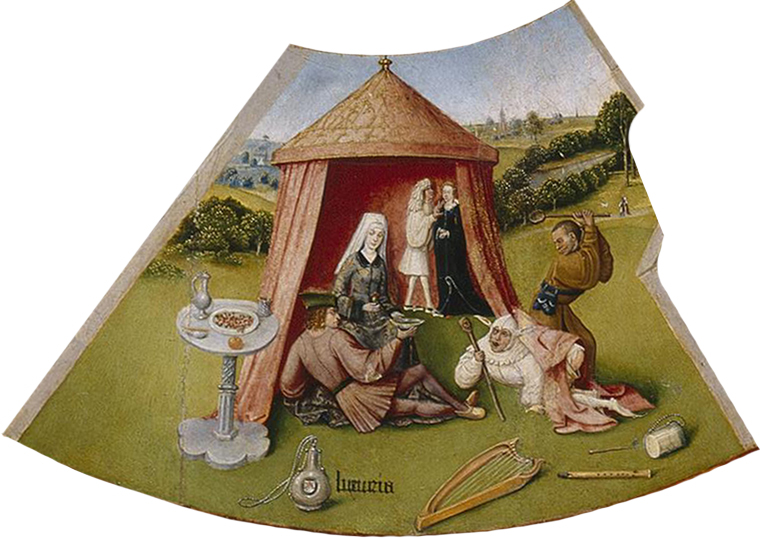
ヒエロニムス・ボス『七つの大罪と四終』の「色欲」中の酒を酌み交わす男女